# Kent Karlsson

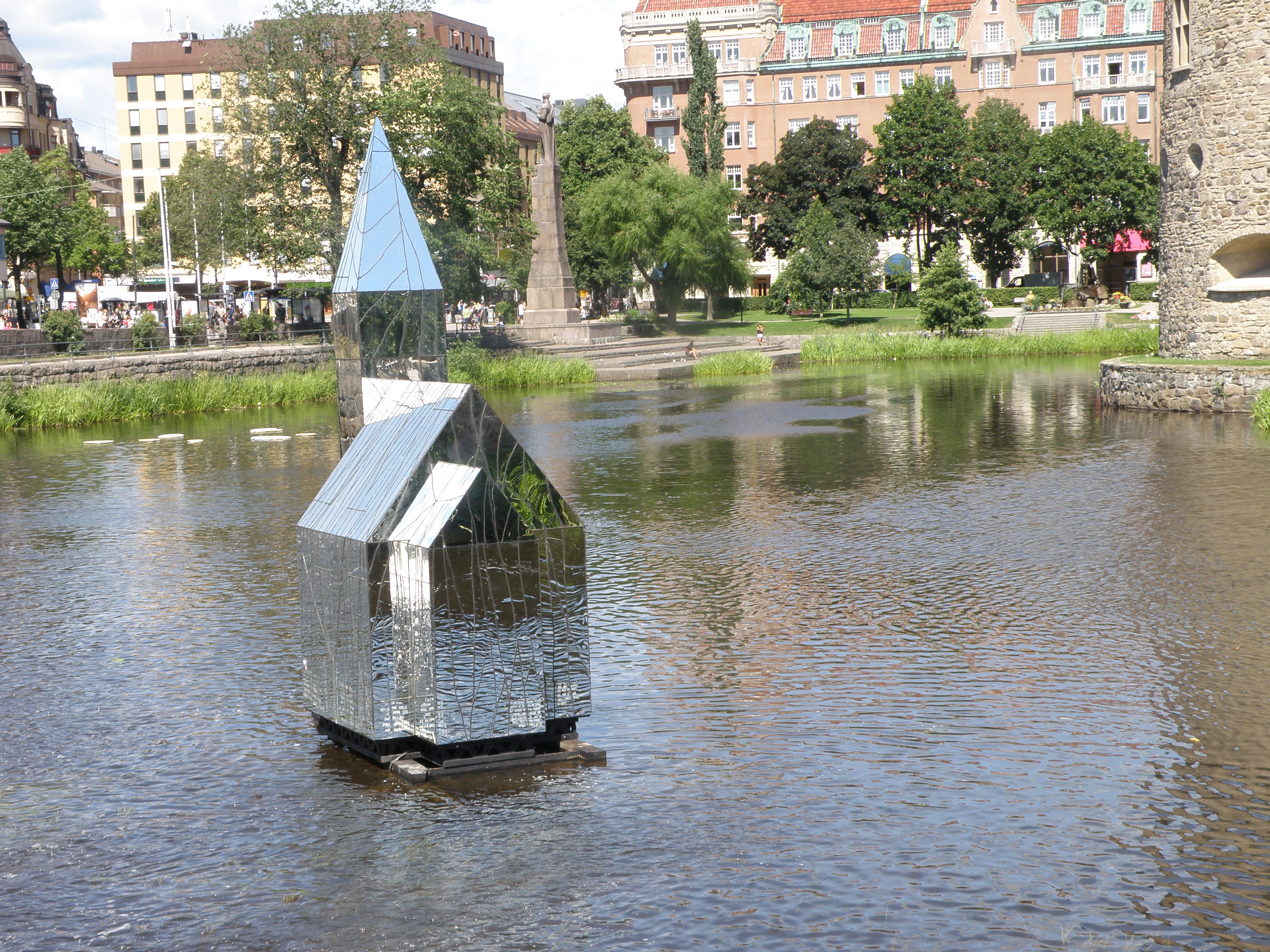
Spectacle agnostico in Örebro

Kent Karlsson (Göteborg, 19 september 1945) is een Zweedse schilder en beeldhouwer.

## Leven en werk
Karlsson volgde van 1964 tot 1969 een kunstopleiding aan de Konstindustriskola in zijn geboortestad Göteborg. Van 1975 tot 1980 studeerde hij aan de Konsthögskolan Valand, eveneens in Göteborg, en van 1978 tot 1979 tevens aan de Kungliga Konsthögskolan Mejan in Stockholm. Hij had zijn eerste solo-expositie bij de Göteborgs Konstförening in Göteborg. Aanvankelijk was hij werkzaam als schilder, maar hij schakelde om naar monumentale beeldhouwkunst. Zijn werk is te zien in de openbare ruimte van vele Zweedse steden EN is opgenomen in de collectie van diverse Zweedse musea.
Van 1991 tot 1997 was Karlsson hoogleraar schilderkunst aan de kunstfaculteit van de Universiteit van Göteborg. Daarnaast vervulde hij van 1995 tot 1996 een gasthoogleraarschap aan de Tokai University in Japan.
De kunstenaar woont en werkt in Göteborg.

## Werken in de openbare ruimte (selectie)
- Hisschakt (1984), Spårvagnshallarna in Göteborg
- Kulvert (1985), St. Jörgens sjukhus in Göteborg
- Iskrona (1990), Askims ishall in Göteborg
- Ohka – Baka (1991), Högskolan i Skövde in Skövde
- Makten är en ful gubb (1992), Polishuset in Ljusdal
- Nu – Här (1994), Universiteit van Göteborg in Göteborg
- En blå linje och ett hårstrå från prinsessan Tuvstarr (1997), Högskolan i Jönköping in Jönköping
- Silverarken (2001), Kongsberg (Noorwegen)
- Nefertiti här och nu (2001), Thorildsplans gymnasium in Stockholm
- Månsten & Droppe (2004), Umeå Universitet in Umeå
- Absit omen (2003), Konst på Hög in Kumla
- Tempel för tvivel och hopp (2004) in Göteborg-Lindholmen[1]
- Dubbelgångare (2006), Bergs slussar in Linköping
- Hemligheten - glaskunst (2007), Eskilstuna konstmuseum in Eskilstuna
- EKG för Kråkor och Sångfåglar (2009), Sahlgrenska sjukhuset in Göteborg
- Mörker, väx morgondag (2009), Bastionsplatsen in Göteborg

## Fotogalerij

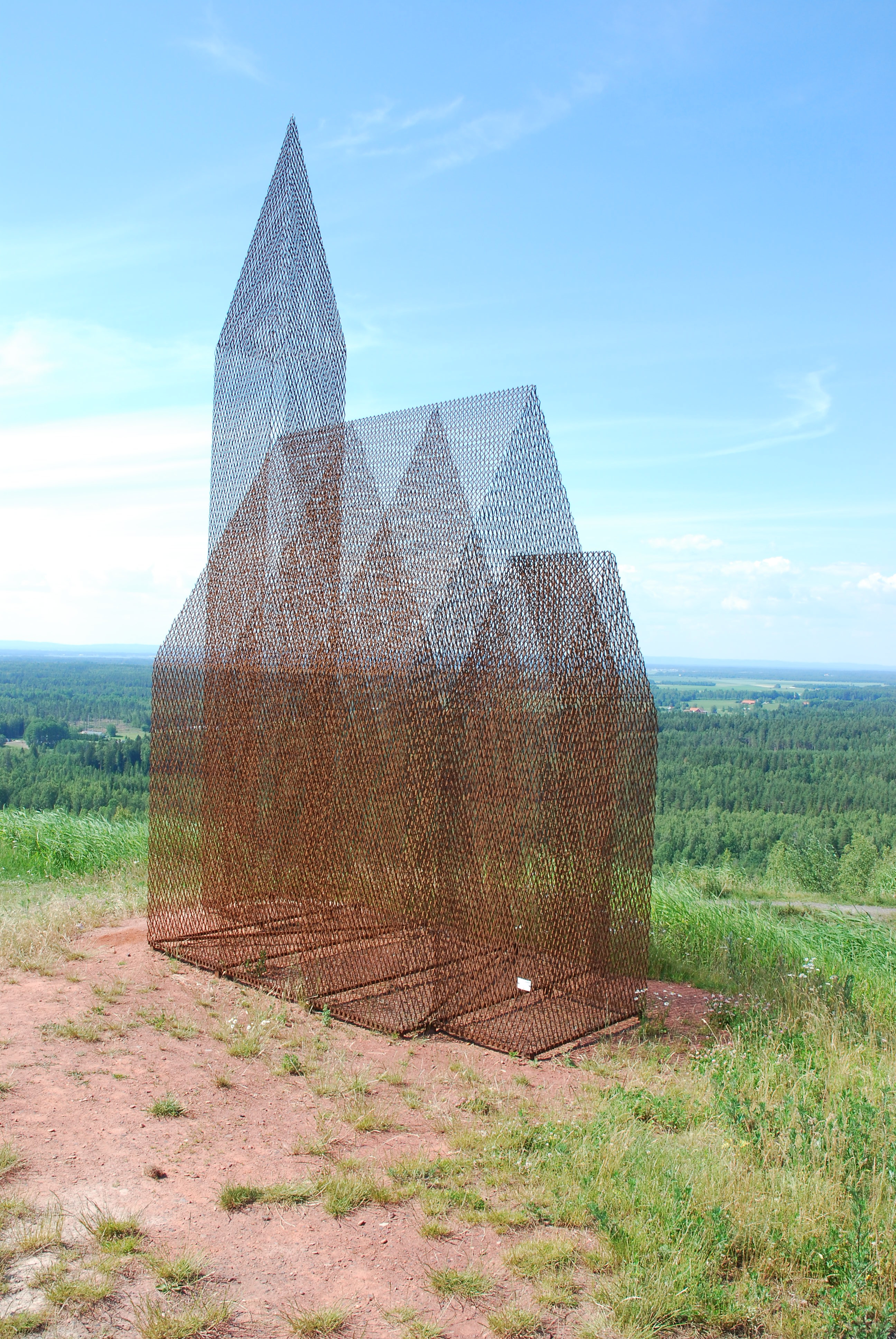
Absit Omen (2003)
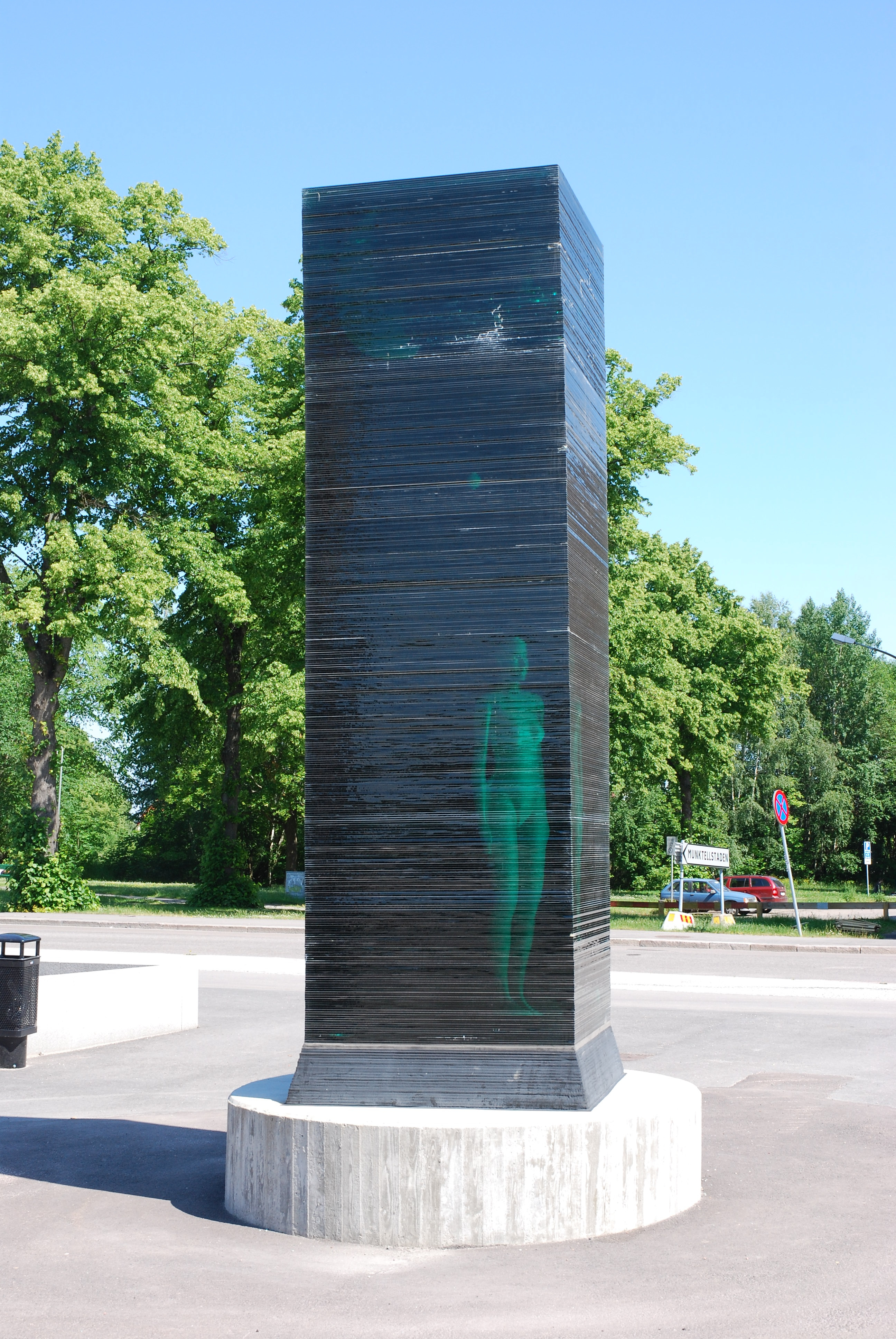
Hemligheten
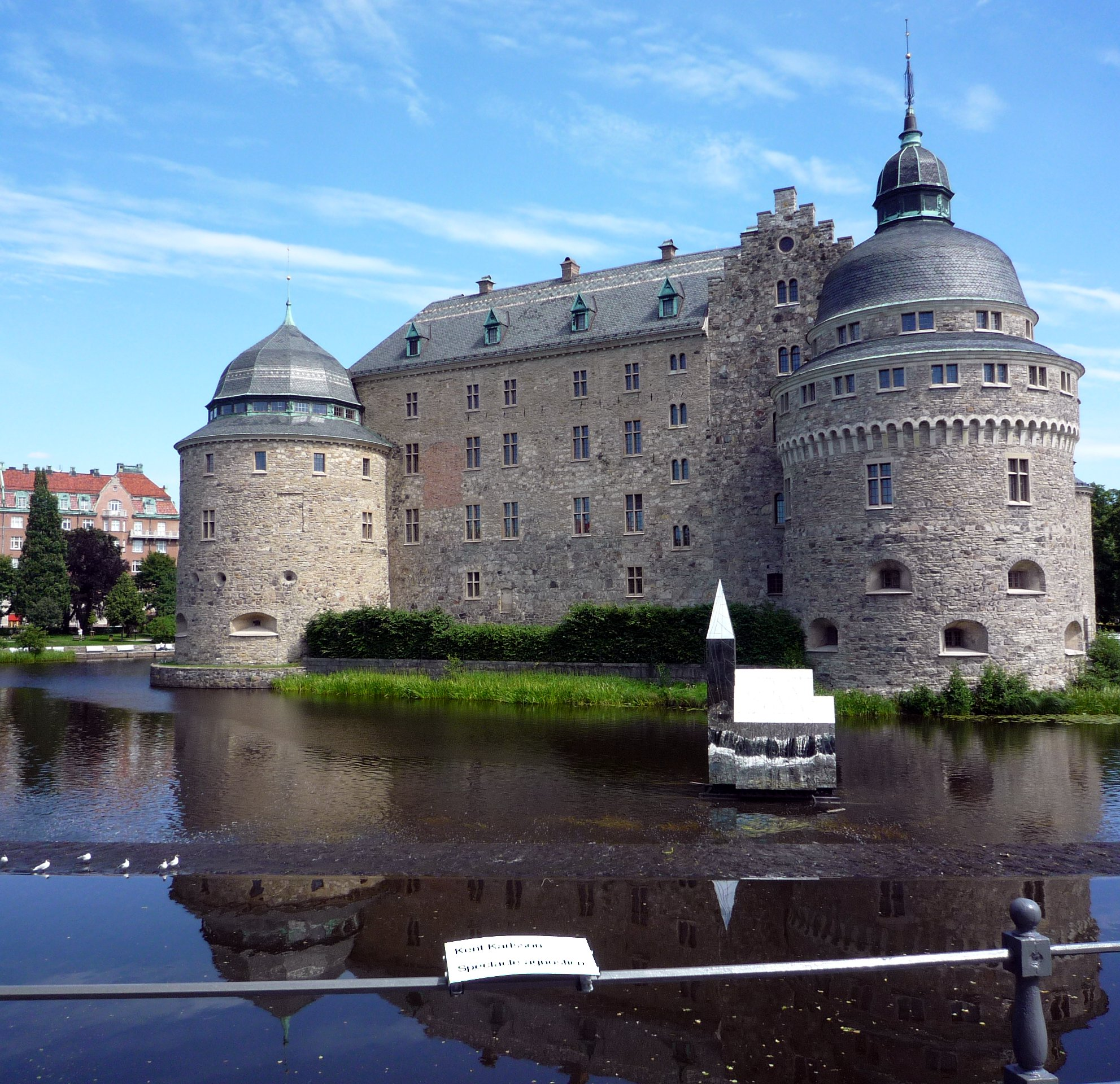
Spectacle agnostico (2004)